# Valter Molea
Valter Molea   (Nàpols, 8 de juliol de 1966) és un remer italià, ja retirat, que va competir durant les dècades de 1980 i 1990.
Durant la seva carrera esportiva va prendre part en quatre edicions dels Jocs Olímpics d'Estiu, el 1988, 1992, 1996 i 2000. El millor resultat el va obtenir el 2000, a Sydney, on va guanyar la medalla de plata en la prova del quatre sense timoner. A Seül, el 1988, fou cinquè i a Atlanta, el 1996, fou cinquè i sisè respectivament en la mateixa prova, mentre a Barcelona, el 1992, fou novè en el vuit amb timoner.
En el seu palmarès també destaquen quatre medalles al Campionat del Món de rem, dues d'or i dues de bronze, entre les edicions de 1994 i 1999. També guanyà una medalla d'or a les Universíades de 1987 i dues medalles de plata als Jocs del Mediterrani, el 1993 i 1997.
El 2000 va rebre l'Orde al Mèrit de la República Italiana.